# Pál Kucsera
Pál Kucsera (* 4. April 1922 in Lajosmizse; †  25. September 1985 in Vecsés) war ein Radrennfahrer bzw. Straßenradsportler aus Ungarn. Er startete für Ferencváros Budapest.

## Sportliche Laufbahn
Kucsera war im Bahnradsport und im Straßenradsport aktiv. Er wurde 1943 ungarischer Meister in der 4000-m-Mannschaftsverfolgung sowie 1947 und 1948 im Mannschaftszeitfahren.
Bei der DDR-Rundfahrt 1951 belegte er in der Gesamteinzelwertung (Gelbes Trikot) den 2. Platz hinter Bernhard Wille und gewann als Mitglied von Ungarn I die Mannschaftswertung. In jener Saison wurde er Vize-Meister im Straßenrennen hinter Gyula Csikós.
An der Internationalen Friedensfahrt nahm er in den Jahren 1952, 1954 und 1956 teil; 1952 schied er aus; er belegte in der Gesamtwertung die Plätze 66 (1954) und 73 (1956).
Bei der Österreich-Rundfahrt 1955 belegte er den 32. Platz in der Einzelwertung und mit Ungarn den 5. Platz in der Mannschaftswertung.